# 赤林朗
赤林 朗（あかばやし あきら、1958年 - ）は、東京都出身の日本の医学者、生命倫理学者。医学博士（東京大学）。専門は医療倫理学、臨床倫理学、研究倫理。

## 来歴
1983年に東京大学医学部医学科を卒業し、1990年に東京大学大学院医学系研究科を修了して医学博士を取得した。 アメリカのロックフェラー大学、ヘイスティングセンター、東京大学大学院医学系研究科講師、京都大学大学院医学研究科教授を経て、2003年より東京大学大学院医学系研究科教授。
医療倫理の専門家として研究に携わるほか、東京大学の患者相談・臨床倫理センターの立ち上げに関わったほか、文部科学省の利益相反マネジメントを考える会でパネラーとして出席した。

## 編著
- 赤林朗・大林雅之編『ケースブック医療倫理』（医学書院、2002年）
- 赤林朗編『入門・医療倫理I』（勁草書房、2005年）
- 赤林朗編『入門・医療倫理II』（勁草書房、2007年）
- 瀧本禎之・赤林朗・阿部篤子編『ケースブック患者相談』（医学書院、2002年）
- 赤林朗（監訳）・ 藤田みさお（監訳）・長尾式子（監訳）『医療倫理 : いのちは誰のものか : ダックス・コワートの場合』（丸善出版、2002年）NCID BA91779439 - ダックス・コワートのドキュメンタリー映像